# Alersberg
Der Alersberg ist ein 700 m hoher Berg im Bayerischen Alpenvorland westlich des Starnberger Sees. 
Am höchsten Punkt befindet sich ein Wasserhochbehälter und ein Funkmast.